# Метростанция „Младост 1“
Метростанция „Младост 1“ е станция на Софийското метро. Станцията се обслужва от линии М1 и М4 и е въведена в експлоатация на 8 май 2009 г.

## Местоположение
Станцията е разположена между кръстовищата на бул. „Андрей Сахаров“ с бул. „Йерусалим“ в жк. „Младост 1“ и пазара от двете страни на булеварда в посока бул. „Александър Малинов“. Станцията има изградени два подземни вестибюла, които са свързани с подлезите на кръстовището и 5 вход/изхода.
Достъпност до перона е осигурена с асансьор в източния вестибюл, достъпен през вход/изходи от 1 до 3.
| № | Име на вход/изход     | Достъпност |
| - | --------------------- | ---------- |
| 1 | бул. Андрей Сахаров   | асансьор   |
| 2 | Онкологичен диспансер |            |
| 3 | бул. Йерусалим        | асансьор   |
| 4 | ж.к. Младост 1        |            |
| 5 | пазар Младост         |            |

## Архитектурно оформление
Архитекти на станцията са Елена Пактиавал и Фарид Пактиавал. Тя е подземна, със странични перони и плитко заложение и с дължина на перона 105 m. Станцията е изпълнена в сини тонове с бледо жълти стени и под. Над пероните са разположени напречни сводови сегменти от окачен таван тип „Хънтър Дъглас“, които отразяват светлината.

## Връзки с градския транспорт

### Метролинии
Станцията се обслужва от две метро линии – М1 и М4. След метростанция „Младост 1“ двете линии се разделят в отделни трасета. Линия М1 продължава към метростанция „Бизнес парк София“, а линия М4 – към „Летище София“.

### Автобусни линии
Метростанция „Младост 1“ се обслужва от 4 автобусни линии от дневния градски транспорт и 1 от нощния транспорт:
- Автобусни линии от дневния транспорт: 4, 73, 111, 314
- Автобусни линии от нощния транспорт: N1

### Тролейбусни линии
Метростанция „Младост 1“ се обслужва от 1 тролейбусни линии:
- Тролейбусни линии: 5

Във връзка със строителството на метролинията от „Орлов Мост“ до „Слатина“, тролейбусна линия 5 е временно скъсена до Окръжна болница „Св. Анна“.